# The Year Without a Santa Claus
The Year Without a Santa Claus (titulada como Aquel año sin Santa Claus en Latinoamérica y España) es una película navideña estadounidense de stop motion de 1974, producida por Rankin/Bass Productions.
La historia está basada en el libro del mismo nombre de 1956 escrito por Phyllis McGinley. Fue lanzada originalmente el 10 de diciembre de 1974 por ABC.

## Argumento
Santa Claus se despierta con un resfriado antes de Navidad. Su médico, que cree que ya nadie se preocupa por él, le aconseja que haga algunos cambios en su rutina, por lo que Santa decide tomarse unas vacaciones en lugar de entregar regalos. La Sra. Claus intenta sin éxito convencerlo de lo contrario, por lo que recluta a dos elfos llamados Casca y Bell para que encuentren pruebas de que la gente todavía cree en Santa. Casca y Bell parten con el reno más joven de Santa, Vixen, pero son derribados por el fuego cruzado de los conflictivos Hermanos Miseria: Nieve Miseria, que controla el clima frío del mundo, y Calor Miseria, que controla el clima cálido.
Casca, Bell y Vixen llegan a Southtown, una pequeña ciudad en el sur de los Estados Unidos. Le preguntan a un grupo de niños, incluido un niño llamado Ignatius "Iggy" Thistlewhite, si creen en Santa, pero son escépticos. Para empeorar las cosas, Vixen es "multada" por un policía y luego enviada a la perrera local después de que Casca y Bell la disfrazan de "Rover instantáneo". El policía los cita con el alcalde de la ciudad, quien se ríe de su historia pero acepta liberar a Vixen si pueden demostrar que son elfos haciendo que nieve en Southtown en Navidad.
Casca y Bell llaman a la Sra. Claus para que los recoja. Cuando se van, Santa descubre que Vixen no está y viaja a Southtown para recuperarla, disfrazado de un civil común llamado "Claus". Mientras está allí, conoce a Iggy y su familia. Iggy, sin darse cuenta de que es el mismo Santa Claus, le pregunta si cree en Santa, y él responde que cree "como yo creo en el amor". El padre de Iggy revela que Santa lo visitó personalmente una Navidad y que todavía cree en él. Cuando "Claus" se va para recuperar a Vixen, Iggy se da cuenta de su verdadera identidad y decide ayudar a Casca y Bell.
Iggy se une a la Sra. Claus cuando llega para recoger a Casca y Bell, y juntos visitan a los Hermanos Miseria. Le piden a Nieve Miseria que haga una nevada en Southtown por un día; y él está de acuerdo pero dice que no puede, ya que es parte del territorio de Calor Miseria. Luego le preguntan a Calor Miseria, quien dice que solo cumplirá si Nieve Miseria le da el Polo Norte por un día a cambio. Esto causa que los hermanos comienzan a discutir de nuevo; por lo que la señora Claus va a ver a madre de ambos, la Madre Naturaleza, quien convence a sus hijos de que se comprometan.
A medida que se acerca la Navidad, los niños del mundo envían sus propios regalos a Papá Noel, lo que genera titulares internacionales. Sin embargo, una niña extraña a Santa y le escribe que tendrá una "Navidad azul". Conmovido por la efusión de generosidad y aprecio, Santa decide hacer su viaje después de todo. En Nochebuena, hace una parada pública en Southtown durante una nevada. Al día siguiente, los niños, incluido Iggy, están encantados de recibir sus regalos.
Cuando termina el especial, la Sra. Claus narra que de alguna manera, "cada año, nuevo, fiel y verdaderamente", Santa siempre viene. Se muestra a Papá Noel levantándose de la cama para prepararse él mismo, sus renos y su trineo cargado de regalos, y comenta que nunca podría imaginar "un año sin Santa Claus".

## Emisión
El especial se estrenó en 1974 en ABC y se emitió anualmente en Freeform durante su bloque de programación de 25 días de Navidad hasta 2017. A partir de 2018, AMC: American Movie Classics actualmente transmite el especial sin cortes como parte del bloque Best Christmas Ever. Warner Bros. Entertainment actualmente distribuye el especial a través de su propiedad de la biblioteca de Rankin/Bass Productions posterior a 1974.

## Reparto
- Shirley Booth como la Sra. Claus.
- Mickey Rooney como Santa Claus.
- Dick Shawn como Nieve Miseria.
- George S. Irving como Calor Miseria.
- Bob McFadden como Casca y doctor.
- Bradley Bolke como Bell y oficial de policía.
- Rhoda Mann como la Madre Naturaleza  y la Sra. Thistlewhite.
- Ron Marshall como el Sr. Thistlewhite y el alcalde de Southtown.
- Colin Duffy como Ignatius "Iggy" Thistlewhite.
- Christine Winter como la niña con una "Navidad Azul".
- The Wee Winter Singers como el coro de niños.

## Canciones
1. "Sleigh Ride" (instrumental).
2. "The Year Without a Santa Claus".
3. "I Could Be Santa Claus".
4. "I Believe in Santa Claus".
5. "It's Gonna Snow Right Here in Dixie".
6. "The Snow Miser Song".
7. "The Heat Miser Song".
8. "Blue Christmas".
9. "Sleigh Ride" (instrumental).
10. "Here Comes Santa Claus".
11. "The Year Without a Santa Claus (repetición)".

## Derechos de televisión
El especial se estrenó en 1974 en ABC y se emitió anualmente en Freeform durante su bloque de programación de 25 días de Navidad hasta 2017. A partir de 2018, AMC: American Movie Classics actualmente transmite el especial sin cortes como parte del bloque Best Christmas Ever. Warner Bros. Entertainment actualmente distribuye el especial a través de su propiedad de la biblioteca de Rankin/Bass Productions posterior a 1974.

### Detalles del DVD
- Fecha de lanzamiento: 31 de octubre de 2000 (DVD original), 17 de enero de 2004 (DVD de la 30th Anniversary Edition), 2 de octubre de 2007 (DVD Deluxe Edition), 5 de octubre de 2010 (Blu-ray).
- Pantalla completa.
- Región: 1.
- Relaciones de aspecto: 1,33: 1
- Pistas de audio: inglés.
- Características especiales:
  - El brillante año nuevo de Rudolph.
  - Nestor, el burro navideño de orejas largas.
  - Stop Motion 101 (edición de lujo exclusiva).
  - We Are Santa's Elves: Perfilando a Arthur Rankin Jr. y Jules Bass (Edición Deluxe exclusiva).

## Secuela
Una secuela, titulada A Miser Brothers 'Christmas, fue producida en 2008 por Cuppa Coffee Studios, y también utilizó animación stop-motion. Mickey Rooney, de 88 años, repitió su papel de Santa Claus, y George S. Irving, de 86 años, repitió su papel de Calor Miseria. Juan Chioran y Catherine Disher reemplazaron a Dick Shawn y Shirley Booth como Nieve Miseria y la Señora Claus, respectivamente, ya que Shawn y Booth murieron antes de la producción de la película.